# たいまつ

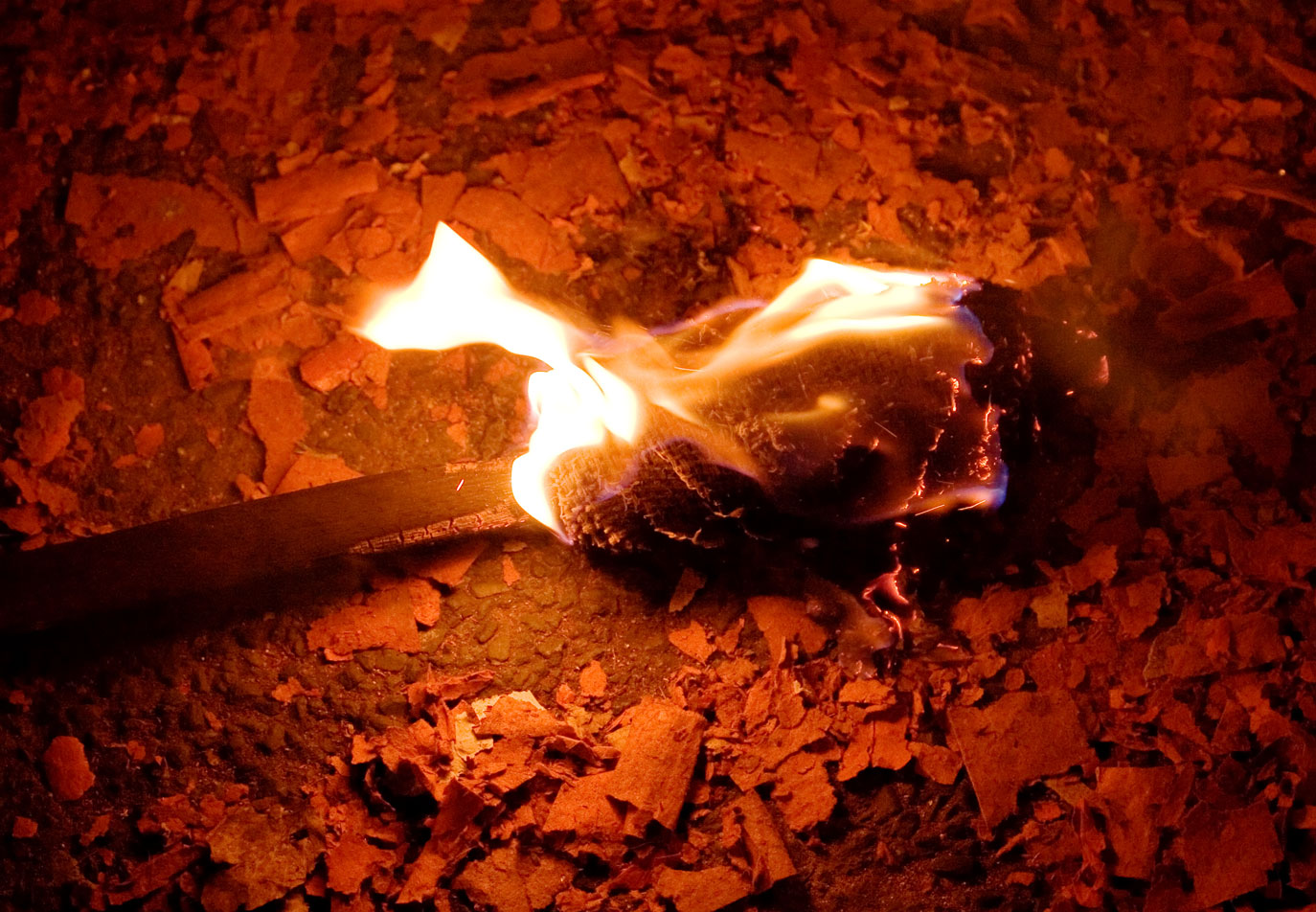
たいまつ。イギリス南部、ルイス（Lewes）で、11月5日のガイ・フォークス・ナイトに、徹夜で行われるたき火祭りで使われるもの

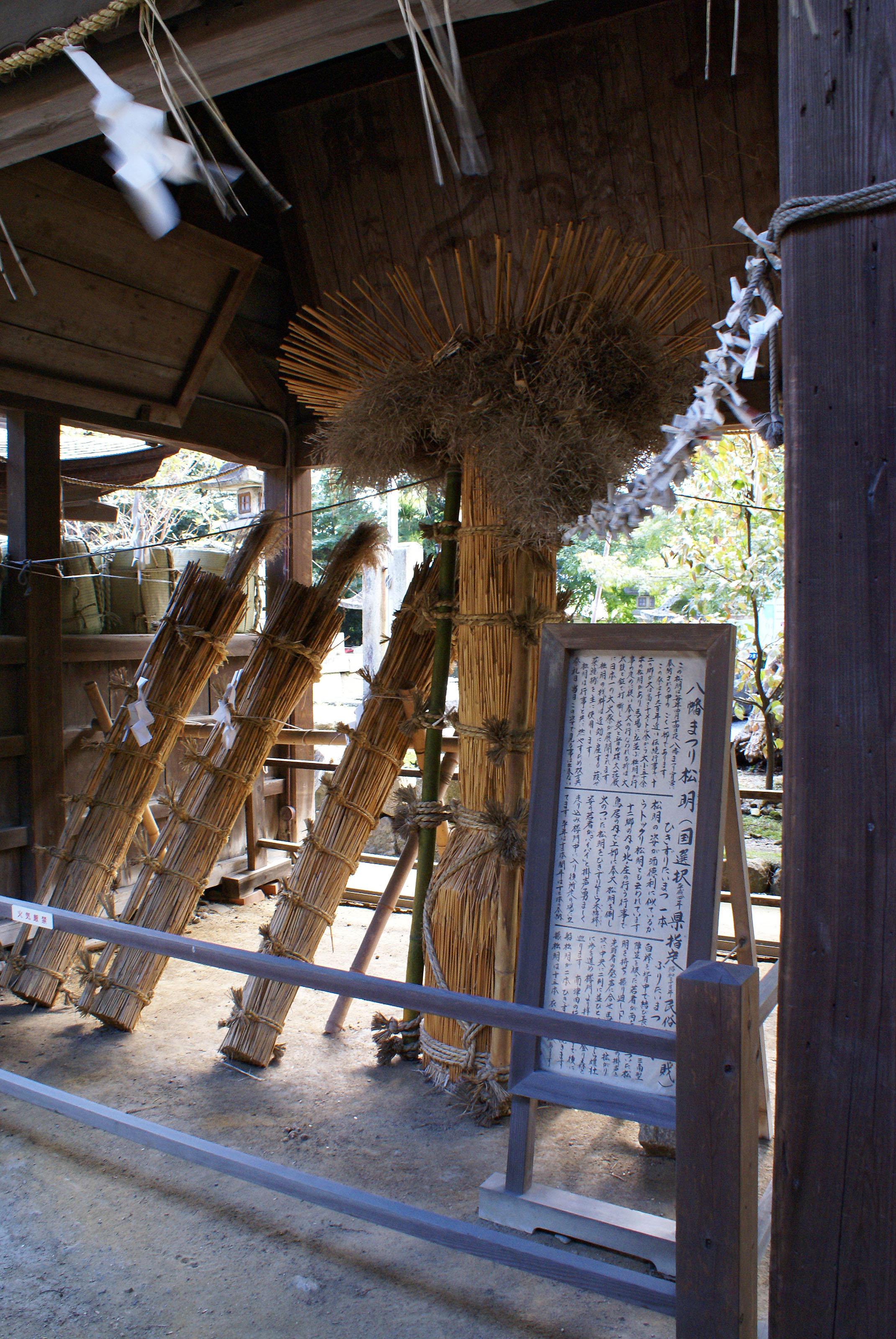
大松明。近江八幡市の八幡まつりで使われるもの

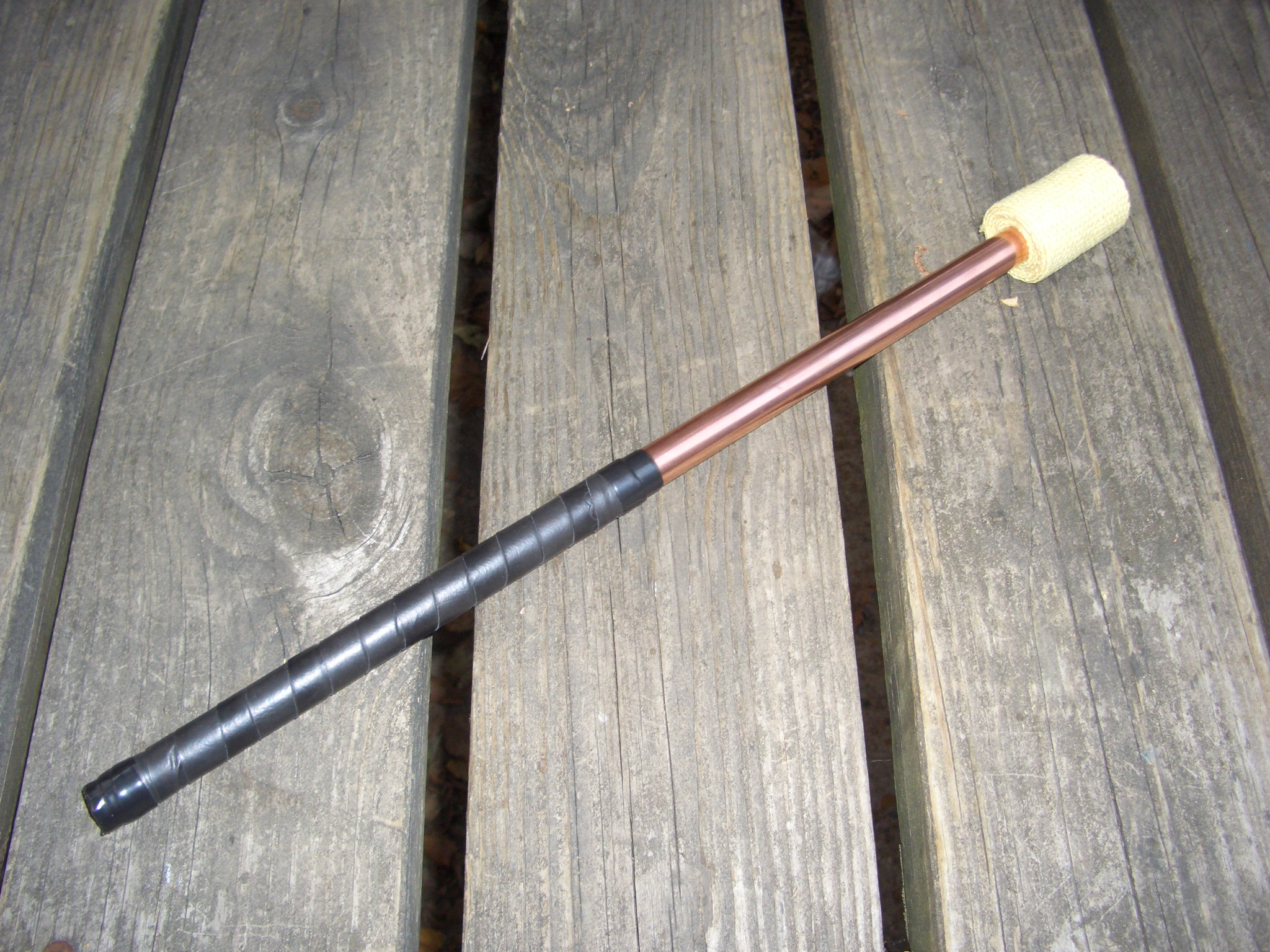
たいまつ（トーチ）。銅の棒に布を巻いて作ったもの

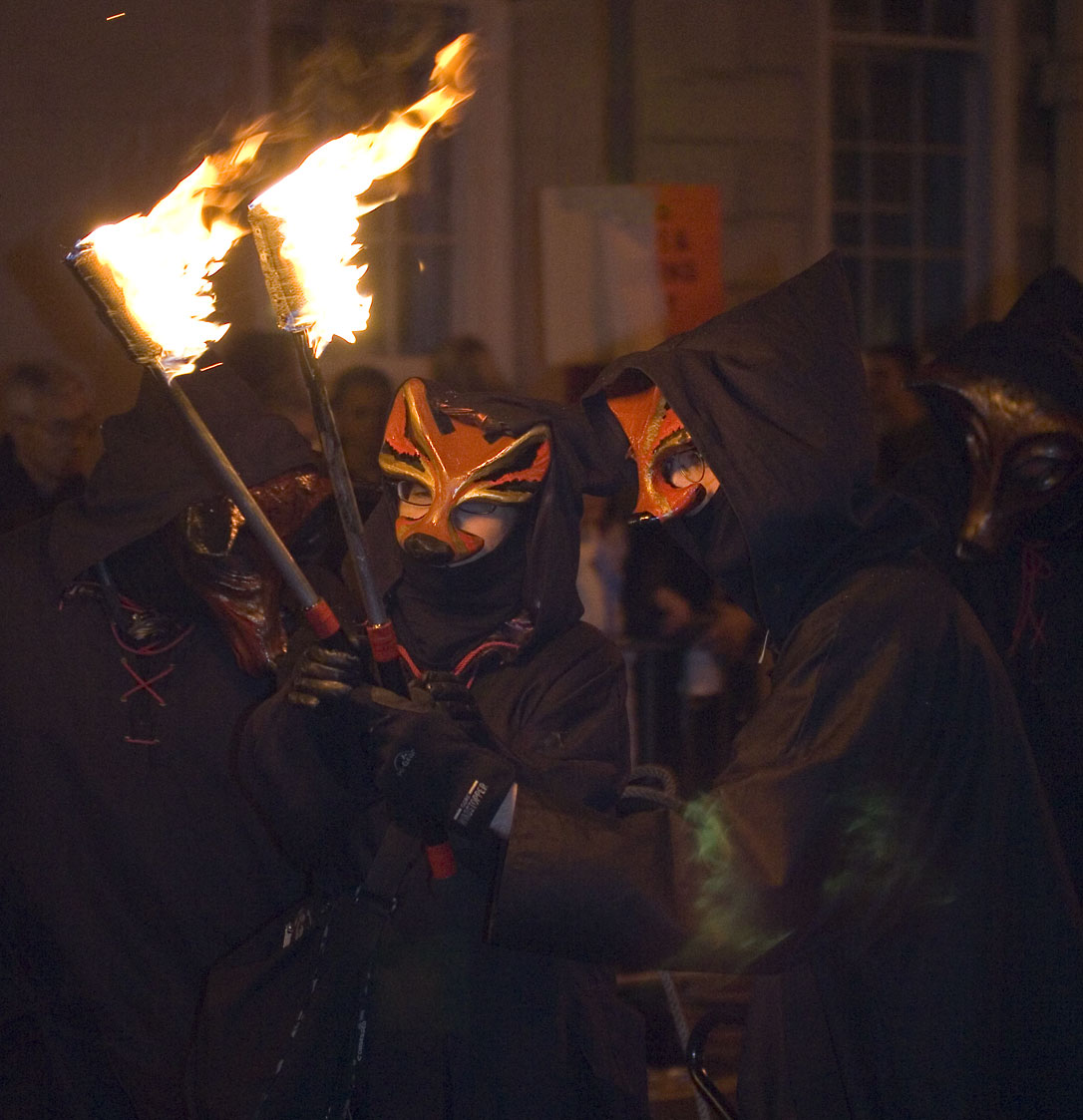
ルイスのガイ・フォークス・ナイトの風景

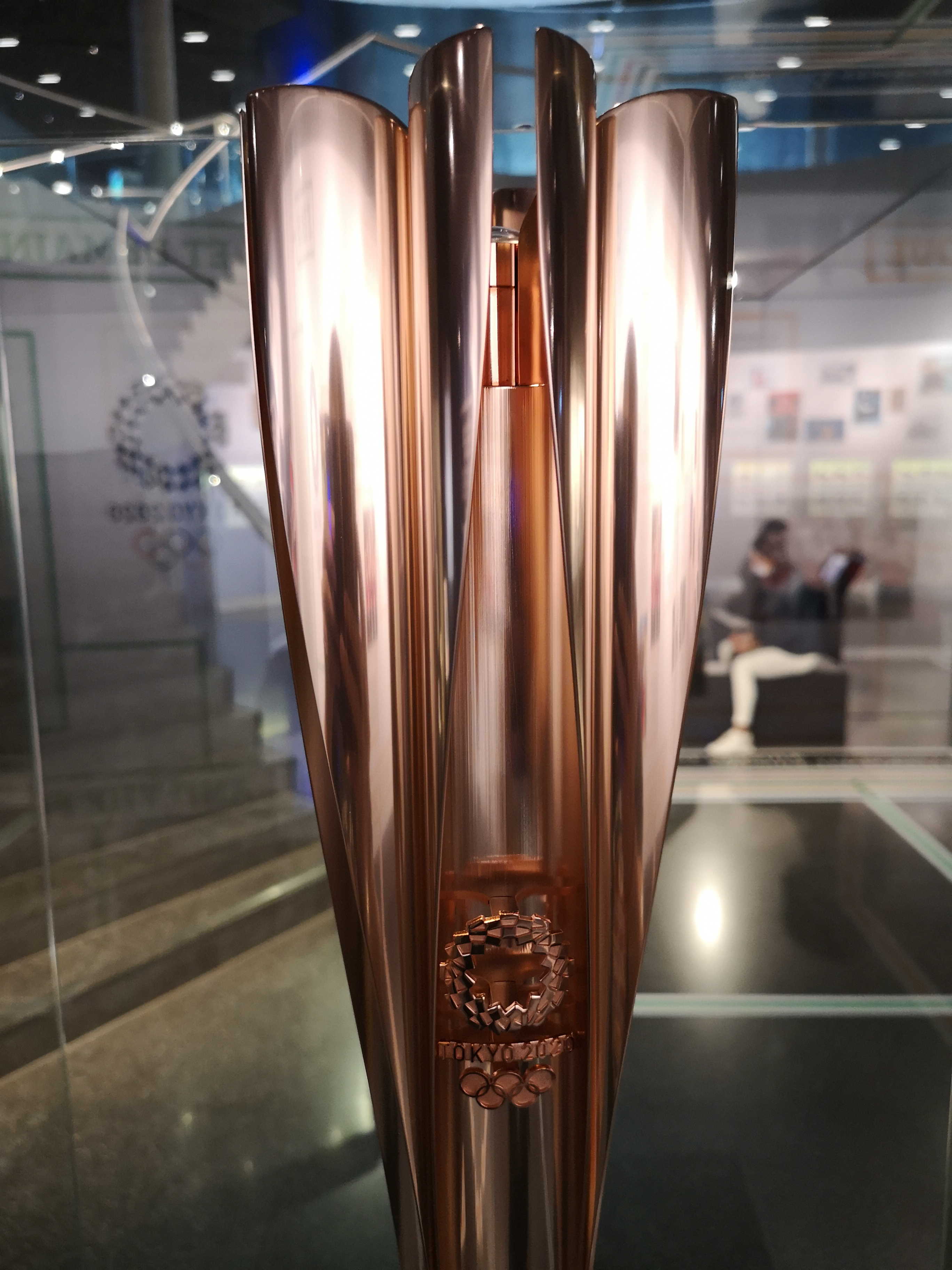
2020年東京オリンピックトーチ

たいまつ（松明、炬火、トーチ、英語：torch）とは、木材あるいは木片を束ねて火をともす屋外用の照明具。通常、油脂を先端の表面に塗ったり、布切れなどに浸して巻き付けたものである。続松（ついまつ）ともいう。
なお、ガスカートリッジに点火装置とノズルからなる本体を接続して、火口から高温の炎を出す燃焼器具をガストーチあるいはトーチバーナーという（バーナー参照）。また、懐中電灯はイギリス英語ではtorchという（アメリカ英語ではFlashlight）。

## 西洋

### ギリシャ世界
ギリシャ神話ではプロメテウスがゼウスの意思に反して人類に火を与えたとされ、火によって調理したり松明で夜道を照らしたりするようになったという。
古代ギリシャでは紀元前5世紀頃にはもっぱら松明が用いられ、紀元前3世紀頃になって純然たる蝋燭が登場した。また、紀元前4世紀からギリシャ各地の競技会で松明競争が開催され、バシレイア競技会などでも開催された。

### カトリック教会でのたいまつ
カトリック教会では長い歴史の中で、一度ミサや儀式で用いたものは安易に使用をやめないという伝統があった。もともと、たいまつはミサの奉納時に照明をおこなうためだけのものだったが、荘厳ミサにおいて欠かせないものとなり、重要な役割を果たすようになった。
エイドリアン・フォーテスキューの1912年の著書『ミサ：ローマ典礼に関する研究』（"The Mass: A Study of the Roman Liturgy"）によれば、ミサにおけるたいまつのより正しい形式は、自立式でない、誰かが支えないとならないものであった。しかし今日では、バチカンでの荘厳なミサですら、たいまつを用いることはなく、自立式の燭台に挿した背の高いろうそくを用いている。こうした照明はたいまつ持ちに運ばれ、サンクトゥスが歌われるときに祭壇に運ばれ、聖体拝領が終わると片付けられる。
聖公会の中のハイ・チャーチ（高教会）や、ルーテル教会の一部には、たいまつを礼拝の中に使うところもある。

## 日本

### 日本語の由来・変遷
日本語の「たいまつ」の語源は、「焚き松」や「手火松」など諸説ある。『日本書紀』（イザナギが黄泉の国へ行く際に用いた）や『万葉集』といった8世紀の書物の時点では、「たび（手火）」という呼び方であり、「松明」と「炬火」の表記は10世紀中頃の『和名類聚抄』に見られるが、それぞれ別項目として扱われており、松明の項の説明によれば、「唐式云毎城油一斗松明十斤」などとあるが、和訓の説明についてはない。一方で炬火の項では、和名を「太天阿加之（たてあかし）」と記し、江戸時代の『和漢三才図会』「炬（たいまつ）」の項でもこれを引用し、「今いう太比末豆（たいまつ）」と記述されている。なお肥松のことを地方によっては、「あかし」「たい」などと呼ぶ。従って、和名抄の「たてあかし」のあかしは地方の言葉として残っている。

### 神事のためのたいまつ
一般神社で儀式で用いるたいまつは、「ヒデ」（松の芯の、特に脂分が多い部分）と葦を一緒に束ね、数か所を縛り、手元を和紙で巻いたものを用いる事が多い。その扱い方は行列の場合、吉事には火を列の内側に、凶事は外側に向ける。また神道では、たいまつの事を単に「マツ」とも呼ぶ事も多い。神社では、野外用を「松明」（たいまつ）と称し、屋内用を「脂燭」（ししょく・しそく）と言う。これは、松の「ヒデ」の脂に点火するので、その名がある。松の棒の手元の部分を紙で巻いたものを紙燭（ししょく）と言う。紙燭の作り方については一定ではなく様々な様式があり、スギの芯やマツの小枝も用いられた。これらは、夜間の神事等で屋内の通路を照らすのに使用する。なお、脂燭の使用法などは平安時代の『令義解』にも記されている。また、脂燭のさし方は松明と同様である。

## 水中用のたいまつ
忍者は火薬を応用したたいまつを用いており、これを「忍び松明」「水松明」と呼び、竹筒に火薬をつめたもので、水に潜らせても火が消えないとされる。現存するものとして、全長約70センチ、太さ7センチ、竹の皮で覆い、桐の把手があり、柄には文化12年の墨書も見られる。また、軍事面では、たいまつは放火する際の火種となった。
水中用たいまつについては兵法書にも見られ、上泉信綱伝の『訓閲集』（大江家の兵法書を戦国風に改めた書）巻四「戦法」の中の「用火の秘方」において、「水中、豪雨、火無くしてともす炬（たいまつ）の秘方」の記述があり、薬品を竹炬の中に包むなど忍者が用いた水松明と類しており、「水に付けてしばらくして上げると火がつき」、これを「不知火という秘方」であると記している。

## シンボルとしてのたいまつ

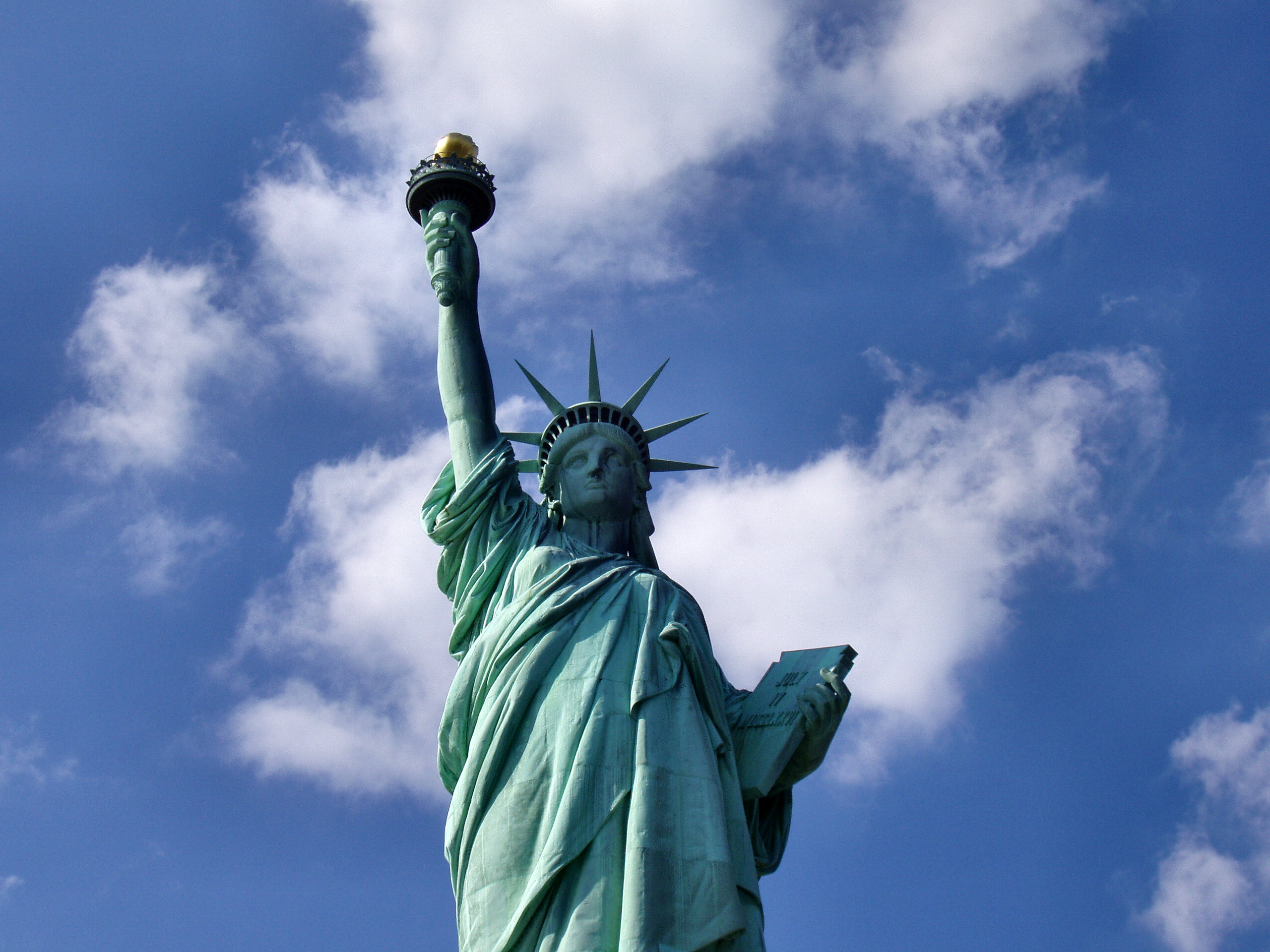
自由の女神像とたいまつ

ザイール共和国の国旗。

ユーゴスラビア社会主義連邦共和国の国章。

たいまつ（トーチ）は、「闇を照らす」「世を照らす」ことを象徴する一般的なエンブレムである。たとえば右手にたいまつを持つ自由の女神像の正式名称は「世界を照らす自由（Liberty Enlightening the World）」である。下向きにして交差させたたいまつは古代ギリシアや古代ローマによく見られる喪のしるしであった。下を向いたたいまつは死を象徴し、一方、上を向いたたいまつは再生する炎の力を表し生の象徴であった。
闇を照らすトーチは政治結社や政党などのシンボルにも使われる。イギリスの保守党のロゴにはたいまつを持つ手があしらわれ、同じくイギリス労働党の1983年までのマークでは農民を意味する鍬にたいまつをクロスさせていた。
国旗や国章では、ザイール（現・コンゴ民主共和国）の国旗に革命や自由を表すたいまつが描かれていた他、ユーゴスラビア社会主義連邦共和国（現・セルビア、モンテネグロ、クロアチア、スロベニア、ボスニア・ヘルツェゴビナ、マケドニア、コソボ）の国章に連邦を構成していた6つの共和国の「兄弟愛と統一」を意味する6本のたいまつが描かれていた。

## オリンピック聖火
近代オリンピックで最初に灯火が行われたのは、1928年（昭和3年）の第9回アムステルダム大会である。
その後、1936年ベルリンオリンピックでカール・デュームが古代オリンピックの徒競走部門で行われていた「たいまつ競争」をヒントにして聖火リレーを発案した。

## 文化

### ジャグリングのためのたいまつ（トーチ）
ジャグリング用トーチは、トスジャグリングの道具として用いられる。

### パフォーマンスとしてのたいまつ（トーチ）
キャンプファイアなどにおいて行われる火を使ったパフォーマンス。